# Human Race
«Human Race» -en español: «Raza Humana»- es el tercer sencillo de la banda canadiense de metal alternativo Three Days Grace de su quinto trabajo de estudio "Human".
"Human Race" tiene un ritmo pegadizo en toda la canción respaldado con las letras cantadas por el cantante Matt Walst suplicando: "I don’t belong here / Not in this atmosphere / Goodbye / Goodbye / Goodbye" (Yo no pertenezco aquí / No en esta atmósfera / Adiós / Adiós / Adiós), así como una guitarra en solitario de Barry Stock llenando el último minuto de la canción. El tono de guitarra solitario de Barry Stock también ha aparecido en las canciones "It's All Over"(Primera canción del álbum One-X), "Without You" (Décima canción del álbum Life Starts Now) y "Give In To Me" (Séptima canción del álbum Transit Of Venus, cover de Michael Jackson)

## Video musical
El sencillo cuenta con un "Video de Letras", el cual se estrenó el 23 de marzo de 2015.
El video musical, dirigido por el director de cine estadounidense Mark Pellington, fue estrenado el 14 de mayo a través del canal oficial de VEVO de la banda en YouTube. Pellington también ha trabajado con algunos artistas musicales como Pearl Jam, Linkin Park, Nine Inch Nails, Foo Fighters, U2 Y Bon Jovi. Este video, de más de cinco minutos de duración, va mostrando a lo largo del mismo rostros de diferentes personas que parecen contar una historia y que están sufriendo la "carrera humana". Es también una crítica a las tecnologías modernas. Termina con una voz diciendo "sabemos demasiado, sentimos muy poco".